# David Depetris
David Alberto Depetris (* 11. November 1988 in San Jorge) ist ein slowakisch-argentinischer Fußballspieler.

## Karriere
In der Jugend spielte David Depetris zunächst für Atlético San Jorge. In der Apertura 2006 debütierte er für Atlético de Rafaela in der Primera B Nacional. Depetris wechselte im Januar 2008 zum FK AS Trenčín. In der Rückrunde der Saison 2007/08 erzielte er in der Corgoň liga bei 13 Saisoneinsätzen vier Treffer und stieg mit Trenčín am Saisonende ab. In der folgenden Spielzeit wurde er in der zweithöchsten slowakischen Liga, die bis 2011 den Namen 1. Liga trug, mit 20 Torerfolgen in 29 Spielen Torschützenkönig. Anfang Februar 2010 wurde Depetris bis zum Ende der Spielzeit 2010/11 an den FC Omniworld verliehen. Für den im Frühjahr 2010 in Almere City FC umbenannten Verein erzielte er in zehn Spielen zwei Treffer in der Eerste Divisie. Nach seiner Rückkehr trug David Depetris für AS Trenčín in der Saison 2010/11 mit 31 Toren in 30 Spielen zum Aufstieg in die Corgoň liga bei und wurde damit zum zweiten Mal Torschützenkönig von deren Unterbau. Zur Rückrunde der Spielzeit 2012/13 wechselte er in die türkische TFF 1. Lig zu Çaykur Rizespor. Nach einem Jahr für Rizespor wurde Depetris für die Rückrunde der Saison 2013/14 an SK Sigma Olmütz ausgeliehen. Im Sommer 2014 wurde nach dem Klassenerhalt sein Vertrag mit Rizespor aufgelöst. Er wechselte zu Monarcas Morelia nach Mexiko. Im Sommer 2015 kehrte er in die Slowakei zurück und schloss sich Spartak Trnava an. Dort konnte er 15 Tore in 21 Spielen erzielen und erreichte mit seinem Klub am Ende der Saison 2015/16 die Qualifikation zur Europa League. Anschließend wechselte er zu CA Huracán nach Argentinien. Dort kam er lediglich zu zwei Einsätzen. Mitte 2017 wurde er erst für ein Jahr an Olimpo de Bahía Blanca ausgeliehen und dann bis zum Saisonende 2018 an CA Sarmiento. Dann kehrte er wieder in die Slowakei zurück und war erneut für Spartak Trnava und den FK AS Trenčín aktiv. Mit Trnava gewann er 2019 den nationalen Pokal durch einen 4:3-Sieg nach Elfmeterschießen im Finale über MŠK Žilina. Die Rückrunde der Saison 2020/21 verbrachte er beim italienischen Viertligisten ASD US Savoia 1908 und wechselte dann im Sommer 2021 zum FK Dukla Banská Bystrica in die zweite slowakische Liga.

## Nationalmannschaft
Depetris erhielt im März 2013 die slowakische Staatsbürgerschaft. Für das Länderspiel gegen Liechtenstein am 7. Juni 2013 wurde er erstmals in die slowakische A-Nationalmannschaft berufen, konnte aber letztlich wegen einer Verletzung nicht auflaufen. Doch am folgenden 14. August gab er beim 1:1-Unentschieden im Testspiel gegen Rumänien sein Debüt. Einsatz Nummer zwei folgte am 19. November 2013 gegen Gibraltar, das Freundschaftsspiel endete 0:0. Anschließend wurde der Stürmer nicht mehr nominiert.

## Erfolge
- Slowakischer Pokalsieger: 2019